# Toumast
Toumast est un groupe nigérien de musique de blues touareg fondé dans les années 1990 par Moussa Ag Keyna. Toumast signifie le peuple, la nation en Tamasheq.

## Historique
Moussa Ag Keyna, ancien combattant de la lutte touareg réfugié en France, forme le groupe Toumast dans la lignée de Tinariwen au milieu des années 1990. Il est rejoint par la chanteuse Aminatou Goumar. Le groupe commence alors à se faire connaître par de nombreux concerts en France et en Belgique, notamment aux Vieilles charrues. Ils enregistrent leur premier album Ishumar en 2006.

## Discographie
- 2006 : Ishumar chez Village Vert - Wagram
- 2008 : Ishumar, musique touarègue de résistance chez Reaktion
- 2009 : Amachal chez Green United Music